# Grayson (Oklahoma)
Grayson és un poble dels Estats Units a l'estat d'Oklahoma. Segons el cens del 2010 tenia 159 habitants. Segons els sens de 2000 hi havia 55 habitatges, i 32 famílies. La densitat de població era de 46,2 habitants per km². Fins als anys 1960 es deia Wildcat. Va rebre el nom de Grayson en honor de George W. Grayson (1843-1920), un cabdill creek.